# Regionalstrom
Regionalstrom bezeichnet in Deutschland ein – zumindest teilweise – in der Region, z. B. einem Bundesland oder einem Landkreis oder im Konzessionsgebiet eines Energieversorgungsunternehmens produzierter, vertriebener und konsumierter elektrischer Strom. Seine Herkunft wird jeweils spezifisch definiert.

## Bedeutung
Der Begriff wird im Rahmen der Energiewende verwendet als ein Beitrag zum Umbau der Energiewirtschaft in Richtung Dezentralität und zeigt die räumliche Nähe von Stromproduzent und Stromkonsument an. In der Regel wird der Regionalstrom aus erneuerbaren Energien und gasbetriebenen Blockheizkraftwerken von kommunalen oder bürgereigenen Stromversorgungsunternehmen, z. B. Stadtwerken bzw. Bürgerenergiegenossenschaften produziert. Mit dem Ausbau des Anteils an Regionalstrom gehen reduzierte Anforderungen an den Ausbau des Hochspannungsleitungsnetzes (Netzentwicklungsplan Strom) sowie mehr Wertschöpfung vor Ort einher.
Mit der Ausweisung als Regionalstrom aus Erneuerbare-Energien-Anlagen (Regionale Grünstromkennzeichnung) soll die Akzeptanz der Energiewende vor Ort mittels Transparenz und regionaler Wertschöpfung erhöht werden. Durch eine solche Kennzeichnung können sich Stromverbraucher besser mit solchen Anlagen in ihrer Region identifizieren. Eine höhere Akzeptanz kann dazu beitragen, dass vor Ort, wo die Energiewende stattfindet, Flächen für neue Anlagen ausgewiesen werden.

## Regionale Grünstromkennzeichnung mittels Regionalnachweis
Seit der Streichung des Grünstromprivilegs mit dem Erneuerbare-Energien-Gesetz (EEG) von 2014 kann Strom aus erneuerbaren Energien, der finanziell über das EEG gefördert wird, aufgrund des sogenannten Doppelvermarktungsverbotes nicht direkt als Grünstrom an den Stromkunden vermarktet werden. Das EEG 2017 hat im § 79a Regelungen für Regionalnachweise definiert.
Das beim Umweltbundesamt geführte Regionalnachweisregister (RNR) ist mit seiner Einführung am 1. Januar 2019 das einzig relevante staatliche Instrument zum Nachweis der Regionalität von per Marktprämie EEG-gefördertem Strom. Für den Nachweis der Regionalität von Strom müssen sich Stromproduzent und Stromverbraucher in einem 50-km-Radius (vollständig oder teilweise innerhalb der postleitzahlgebundenen Zone) befinden. Für den Endverbraucher ist der regionale Teil seines Stroms auf der Stromrechnung einsehbar. Dem Haushaltskunden („nicht privilegierte“ Kunden) kann bei der Stromkennzeichnung Regionalstrom nur im Umfang des EEG-Anteils („Strom aus Erneuerbare Energien, finanziert aus der EEG-Umlage“) mittels Regionalnachweis ausgewiesen werden (Stand 2020: 55,61 % des bezogenen Stroms). Deshalb müssen für ein regionales Ökostromprodukt 100 % Ökostrom aus der Region für mehr als 140 % (Stand 2020: 155,61 %) der gelieferten Strommenge Herkunfts- und Regionalnachweise beschafft werden. Da laut Bundesministerium für Wirtschaft und Energie (BMWi) ein gewinnbringender Vorteil durch die regionale Grünstromvermarktung entsteht, wird die Marktprämie für teilnehmende Anlagen um 0,1 Cent pro ausgeschriebener Kilowattstunde reduziert.

### Diskussion der regionalen Grünstromkennzeichnung
Bei Direktvermarktung unter Nutzung der Marktprämie und damit der EEG-Förderung verliert der aus erneuerbaren Energien gewonnene Strom wegen des Doppelvermarktungsverbots seine „Grünstromeigenschaft“. Strom, der aus erneuerbaren Energien in Deutschland gewonnen wurde und Marktprämie in Anspruch nimmt, ist der Strombörse zur Verfügung zu stellen und wird somit zu „Graustrom“. Er darf nicht als Grünstrom oder Ökostrom bezeichnet und zertifiziert werden. Der Begriff „Regionalstrom“ gewinnt in der Kommunikation an Bedeutung als Alternative zum Begriff „Ökostrom“, ist aber spezifisch zu definieren.
Strommarktakteure aus dem Umfeld der erneuerbaren Energien favorisieren daher den Aufbau eines eigenen Grünstrommarktmodells, welches Grünstrom, streng getrennt vom börslichen Graustrom, in einem eigenen Markt vermarkten sollte. Das BMWi lehnt diese Vorschläge jedoch bislang ab und favorisiert eine regionale Grünstromkennzeichnung über freiwillige, vom Umweltbundesamt zertifizierte regionale Herkunftsnachweise. Die bereits seit 2013 bestehenden Zertifikate werden also um eine regionale Komponente erweitert. So sollen, laut dem Ministerium, keine Vor-Ort-Eingriffe in die reguläre Strompreisbildung möglich und die EEG-Umlageneutralität gewährleistet sein.
Mit der regionalen Grünstromkennzeichnung erschließen sich für Stadtwerke und regionale Energieversorger Chancen, aktiv mit regionalem Grünstrom zu werben. Für Unternehmen und Privatpersonen vor Ort wird so die Chance geschaffen, sich durch den Bezug von regionalem Grünstrom für die Energiewende einzusetzen. Was vordergründig überzeugt, birgt aber neben der Gefahr des Greenwashings noch andere Risiken: Bleiben Einsparungen und Gewinne durch den regionalen Grünstrombezug aus, könnte die Unterstützung der Bevölkerung vor Ort abnehmen. Bedenkenswert ist auch der zusätzliche administrative Aufwand durch die regionalen Herkunftsnachweise, die vom Umweltbundesamt, dem Zertifikathandel und durch Wirtschaftsprüfer verwaltet werden, kurz: Die Komplexität des Verfahrens sei ohne solides energiewirtschaftliches Wissen nicht zu verstehen.

## Regionale Grünstromkennzeichnung mittels sonstiger Direktvermarktung
Die sonstige regionale Direktvermarktung ist ein Geschäftsmodell zur Vermarktung des Stroms ohne Einspeisevergütung gemäß EEG. Die sonstige Direktvermarktung bietet zwar den Vorteil, dass die Grünstromeigenschaft über Herkunftsnachweise vollständig erhalten bleibt – sie ist aber in den meisten Fällen nicht kostendeckend und nur dank entgegenkommender Verträge mit den lokalen Energieversorgern (Stadtwerke o. Ä.) realisierbar.
Anbieter von Regionalstromtarifen müssen berücksichtigen, dass die Produktionskosten des in Deutschland aus erneuerbaren Energien regional erzeugten Stroms in der Regel über dem erzielbaren Börsenstrompreis liegen oder bestenfalls knapp kostendeckend sind (Photovoltaik, Windenergie an Land). Damit dieser Strom auch ohne EEG-Einspeisevergütung zu marktfähigen Preisen vermarktet werden kann, kann der Produzent oder Stromhändler verschiedene Möglichkeiten der Reduktion von Bestandteilen des Strompreises nutzen.
Häufig wird Ökostrom aus dem Ausland, z. B. Wasserkraftstrom aus Skandinavien, Österreich oder der Schweiz hinzugekauft, womit der teurere regional aus erneuerbaren Energien erzeugte Strom nur z. B. 25 % ausmacht.

## Beispiele für Regionalen Grünstrom
Mehrere Stadtwerke und Energiegenossenschaften bieten bereits Tarife für Regionalstrom aus Erneuerbare-Energie-Anlagen an. Beispielsweise bieten die Stadtwerke im Kreis Steinfurt in Nordrhein-Westfalen einen regionalen Strom unter der Marke „Unser Landstrom“, der im Wesentlichen auf Windkraft aus dem Landkreis basiert.
Energiegenossenschaften in Thüringen und Bayern vermarkten ihren Strom aus regionalen Erneuerbare-Energie-Anlagen. Der Vertrieb des Thüringer Landstroms erfolgt seit Anfang 2017 über die Bürgerwerke, deren Strom vom Grünen Strom Label als Ökostrom zertifiziert ist. Die Bürgerwerke versorgen im Verbund mit derzeit (2019) etwa 100 regional aktiven Energiegenossenschaften mit erneuerbarem Bürgerstrom aus Solar-, Wind- und Wasserkraft sowie BürgerÖkogas aus organischen Reststoffen.

## Kritische Würdigung
Es gibt derzeit außerhalb des Regionalnachweisregisters keine einheitliche, anerkannte Definition von „Regionalstrom“.

„Die heute am deutschen Markt angebotenen Regionalstromprodukte variieren stark, etwa hinsichtlich ihrer räumlichen Reichweite oder des Anteils des tatsächlich regional erzeugten Stroms...Regionalität wird meist durch anteilige Einbindung von Anlagen in den Bilanzkreis aus der sonstigen Direktvermarktung berücksichtigt... Andere ...setzen ausschließlich auf einen Marketingeffekt über den Regionalbezug im Namen des Produktes (zum Beispiel BerlinStrom von E.ON, Friesenenergie). Einen Lieferanten von 100-prozentigem Regionalstrom gibt es derzeit nicht.“

Für kommunale Energieversorgungsunternehmen und Bürgerenergiegesellschaften bedeutet das Angebot eines Regionalstromproduktes einen Imagegewinn durch den Nachweis regionaler Wertschöpfung. Das Regionalnachweisregister bietet den Vorteil, dass die Herkunft des Stroms in der Stromkennzeichnung ausgewiesen sowie mit der Regionalität geworben werden darf, obwohl der Strom aus EEG-geförderten Anlagen stammt. Ein Nachteil des Regionalnachweisregisters ist, dass der Anteil des Regionalstroms in der Stromkennzeichnung auf den EEG-Anteil begrenzt ist. Experteninterviews mit Vertretern von 17 deutschen Energieversorgungsunternehmen machten deutlich, dass Regionalstromm für viele Kunden unattraktiv ist, solange rechtliche Rahmenbedingungen dazu führen, dass ein regionales Stromprodukt mit einem Aufpreis gegenüber nicht regionalem Strom vertrieben wird. Damit ist Regionalstrom in seiner heutigen Form ein Nischenprodukt. Dies könnte sich langfristig ändern und dabei das Regionalnachweisregister an Bedeutung verlieren, wenn mit dem Ausscheiden von Erzeugungsanlagen aus der EEG-Förderung ab dem Jahr 2021 mehr Anlagen für Regionalstrom zur Verfügung stehen.